# قهوة جامايكان بلو ماونتين

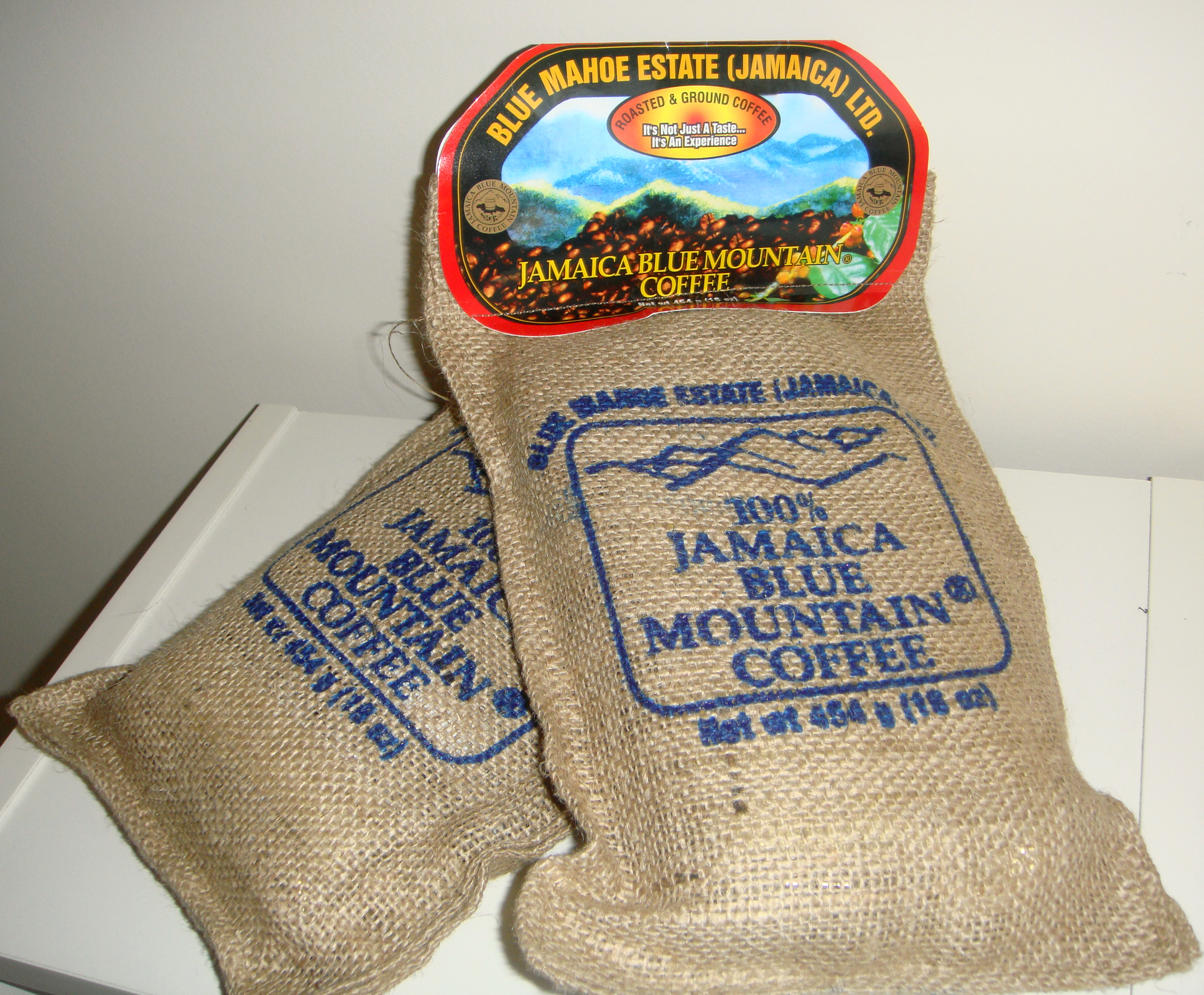
قهوة الجبل الأزرق الجامايكية من أغلى أنواع القهوة وأكثرها كلفة في العالم، إذ يبلغ سعر الرطل منها أكثر من 30 دولار.

قهوة جامايكان بلو ماونتين أو قهوة جامايكا بلو ماونتين (بالعربية: قهوة الجبل الأزرق الجامايكية)، تَصدر هذه القهوة من منطقة الجبال الزرقاء في جامايكا حيث تخصص مزارع خاصة لتحضيرها، ويرجع اسم هذه القهوة إلى مكان زراعتها والمنطقة التي تصنّع فيها، وهي الجبال الزرقاء في جزيرة جامايكا. اكتسبت سمعتها الدولية بفضل طعمها المعتدل وغياب المرارة، التي غالباً ما تميز حبوب البن. تعتبر هذه القهوة علامة تجارية مسجلة، ويقوم بصناعتها ومراقبتها والإشراف عليها مجلس صناعة القهوة في جامايكا. ويُصدّر أكثر من 80% من القهوة إلى اليابان، حيث يلقى رواجاً كبيراً. لما لها من مذاق عالي جداً بعيداً عن أي نكهات فهو لعشاق القهوة بدون أي إضافات.

## استخدامات أخرى
بالإضافة إلى استخدامها لإعداد القهوة، تستخدم حبوب البن لصناعة المشروب الروحي Tia Maria الذي يجمع بين حبوب القهوة والروم والفانيليا.

## سعرها
تعتبر قهوة الجبل الأزرق في جامايكا من بين الأغلى، والأكثر كلفة في العالم، والتي يبلغ سعر الرطل منها أكثر من 30 دولار. ويصل سعر الكيلو الواحد من هذا البن إلى 90 دولار.